# 池尻久和
池尻 久和（いけじり ひさかず、1937年（昭和12年）12月12日 - ）は、日本の政治家。元大阪府議会議員。関西外国語大学名誉教授。

## 来歴
大阪府出身。ジョージ・ワシントン大学大学院国際政治学専攻。帰国後、衆議院議員松田竹千代秘書、関西外国語大学講師、助教授、教授、貝塚市議会議員。この間、1968年の大阪府議補選で貝塚市から自由民主党公認で立候補して初当選した。以来連続5期務め、自民党大阪府連空港問題調査特別委員長となった。1983年の第37回衆議院議員総選挙に大阪5区から自民党公認で立候補したが落選した。その後、1991年に大阪府議に復帰。1996年の第41回衆議院議員総選挙に大阪19区から自民党公認で立候補したが、新進党公認の松浪健四郎に敗れた。

## 栄典
- 1995年 - 藍綬褒章
- 2009年 - 瑞宝中綬章